# Vello Kangro
Vello Kangro, född 16 mars 1923 i Põltsamaa, död 11 juli 1993 i Göteborg, var en svensk läkare. Han var sedan 1951 gift med Helga Kangro.
Kangro, som var son till kapten Peeter Kangro och folkskollärare Marie Laane, blev medicine kandidat vid Karolinska Institutet i Stockholm 1952 och medicine licentiat där 1957. Han var tillförordnad provinsialläkare i bland annat Hammerdals och Nässjö distrikt 1954–1957, andre underläkare i Borgholm 1958–1960, tillförordnad stadsläkare i Avesta stad 1960–1961, underläkare vid ortopediska kliniken i Västerås 1961–1965, tillförordnad biträdande överläkare 1965–1966, biträdande överläkare där 1966–1968 och praktiserande läkare med specialitet ortopediska sjukdomar vid Läkarhuset i Göteborg från 1968.